# Děkanát Karviná

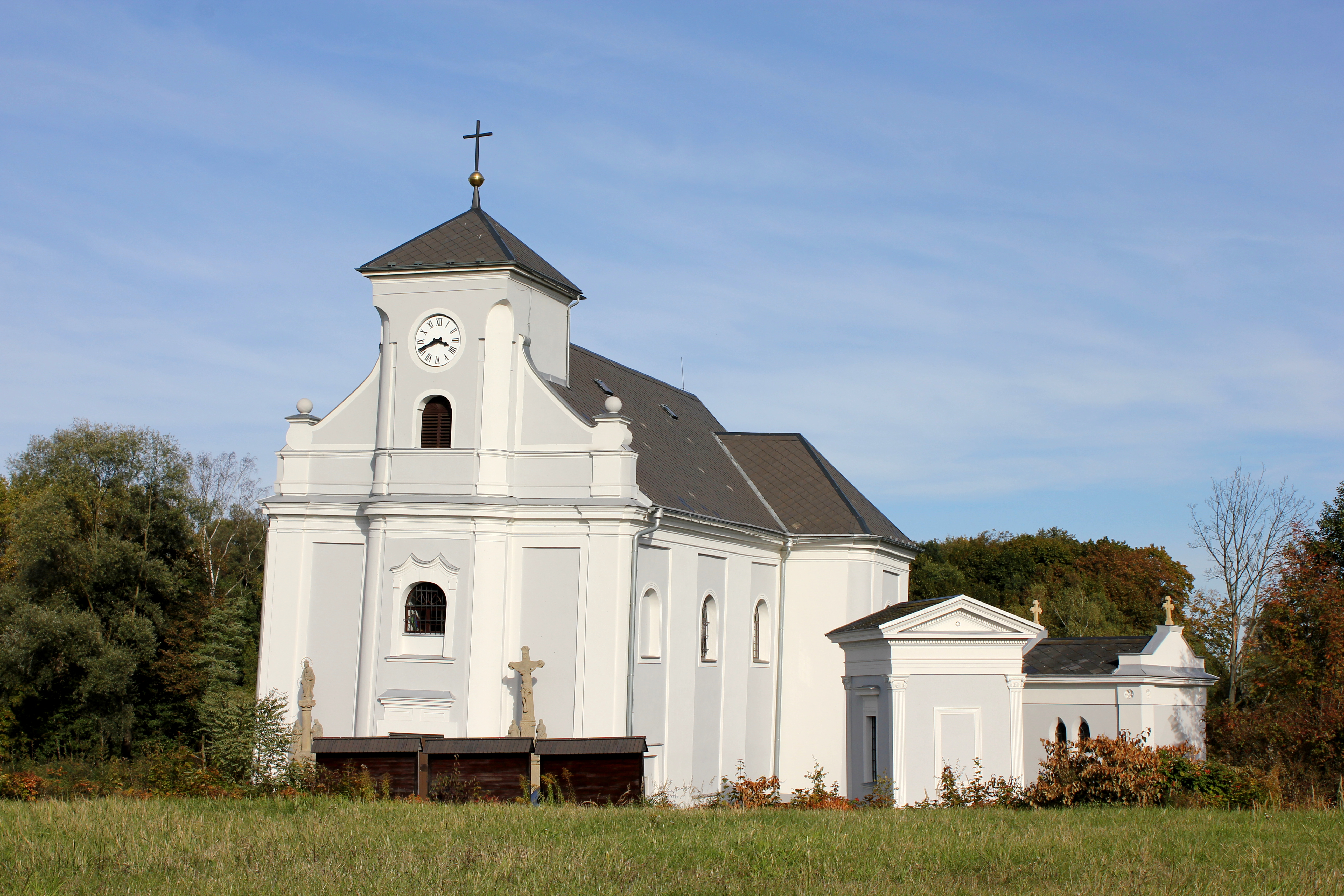
Kostel sv. Petra z Alkantary v Karviné-Dolech

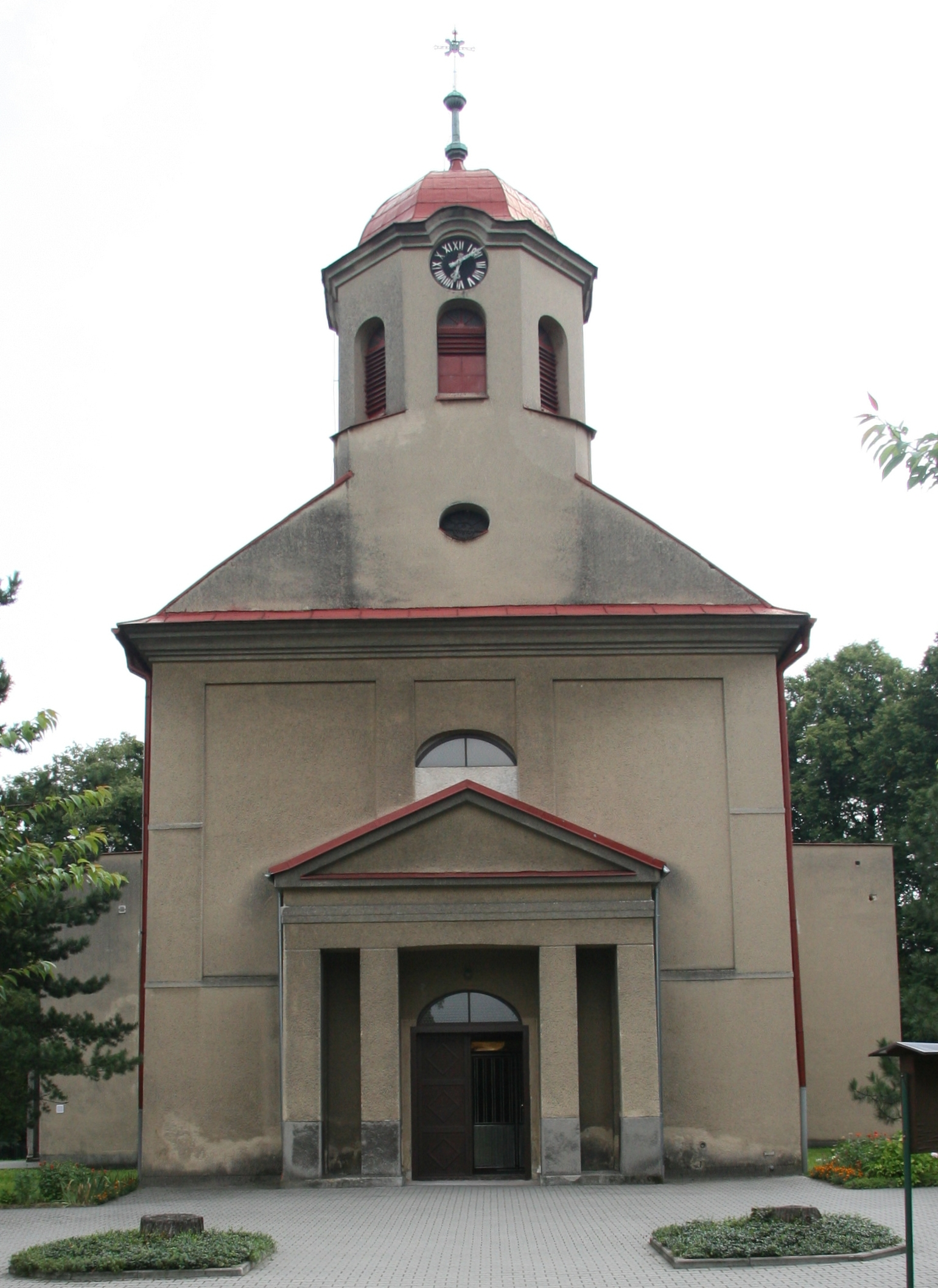
Kostel sv. Anny v Havířově-Městě

Děkanát Karviná je územní část ostravsko-opavské diecéze s centrem v Karviné. Tvoří jej 21 římskokatolických farností.
Děkanem je P. Mgr. Martin Šmíd, farář v Karviné, místoděkanem je P. Mgr. Pavel Cieslar, farář v Novém Bohumíně. Dalšími důležitými osobami děkanátu jsou kaplan pro mládež P. Mgr. Jiří Klos a výpomocný duchovní P. ThDr. Milan Adámek.

## Seznam farností
| Farnost                      | Správce                                                     | Další duchovní ve farnosti                                                                      | Farní kostel         |
| ---------------------------- | ----------------------------------------------------------- | ----------------------------------------------------------------------------------------------- | -------------------- |
| Albrechtice u Českého Těšína | P. Mgr. Mirosław Piotr Kazimierz                            |                                                                                                 | sv. Petr a Pavel     |
| Bohumín-Nový Bohumín         | P. Mgr. Pavel Cieslar                                       | Mgr. Aleš Ligocký, trvalý jáhen                                                                 | Božské srdce Páně    |
| Bohumín-Starý Bohumín        | P. ICDr. Mgr. Kalikst Jan Bernard Mryka OFM                 | P. Eligiusz Jerzy Mazur OFM, trvalý jáhen                                                       | Narození Panny Marie |
| Český Těšín                  | Mons. Mgr. Jan Svoboda                                      | P. Ing. Mgr. Lukáš Mocek, PhD., farní vikář P. Mgr. Sebastian Roman Jarczyk, MSF, farní vikář   | Božské Srdce Páně    |
| Dětmarovice                  | P. Mgr. Martin Pastrňák, O.Cr.                              |                                                                                                 | sv. Marie Magdaléna  |
| Dolní Lutyně                 | P. Mgr. Marián Pospěcha                                     |                                                                                                 | sv. Jan Křtitel      |
| Doubrava                     | administrátor excurrendo, Dětmarovice                       |                                                                                                 | sv. Hedvika          |
| Havířov-Prostřední Suchá     | administrátor excurrendo, Havířov-sv. Anna                  |                                                                                                 | sv. Jan Křtitel      |
| Havířov-sv. Anna             | P. Mgr. Petr Kříbek                                         |                                                                                                 | sv. Anna             |
| Havířov-sv. Markéta          | administrátor excurrendo, Havířov-sv. Anna                  |                                                                                                 | sv. Markéta          |
| Havířov-Šumbark              | P. Petr Piler, SDB                                          | Ing. Mgr. Jindřich Honěk, trvalý jáhen P. František Baroš, SDB, na trvalém odpočinku            | sv. Jan Bosko        |
| Horní Suchá                  | administrátor excurrendo, Albrechtice u Českého Těšína      | Mgr. Jan Szymurda, trvalý jáhen                                                                 | sv. Josef dělník     |
| Karviná                      | P. Mgr. Martin Šmíd                                         | P. Mgr. David Kantor, farní vikář Ing. Bc. Bruno Borski, CSc., trvalý jáhen a nemocniční kaplan | Povýšení sv. Kříže   |
| Karviná-Doly                 | administrátor excurrendo, Karviná                           | Mgr. Stanislav Brzóska, trvalý jáhen                                                            | sv. Petr z Alkantary |
| Louky nad Olší               | administrátor excurrendo, Stonava                           |                                                                                                 | sv. Barbora          |
| Orlová                       | P. Mgr. Rafał Józef Wala                                    | P. Mgr. Mieczysław Jan Augustynowicz, farní vikář                                               | Narození Panny Marie |
| Petrovice u Karviné          | P. Mgr. Tomasz Adam Stachniak                               |                                                                                                 | sv. Martin biskup    |
| Petřvald u Karviné           | administrátor excurrendo, Orlová                            |                                                                                                 | sv. Jindřich         |
| Rychvald u Karviné           | administrátor excurrendo, Dětmarovice                       |                                                                                                 | sv. Anna             |
| Stonava                      | P. PhDr. PaedDr. ThLic. ICLic. Roland Manowski-Słomka, PhD. |                                                                                                 | sv. Maří Magdaléna   |
| Těrlicko                     | administrátor excurrendo, Havířov-sv. Anna                  | P. Mgr. Jiří Sedláček, výpomocný duchovní                                                       | sv. Vavřinec         |

Stav k roku 2025.

## Historie
Území děkanátu bylo historicky součástí vratislavské diecéze, po druhé světové válce bylo od roku 1947 součástí její těšínské administratury. V roce 1977 se stalo součástí olomoucké arcidiecéze, z níž bylo vyčleněno při vytvoření ostravsko-opavské diecéze v roce 1996.